# Ржавчикский сельский совет (Харьковская область)
Ржавчикский сельский совет — входит в состав Первомайского района Харьковской области Украины.
Административный центр сельского совета находится в селе Ржавчик.

## История
- 1992 — дата образования.

## Населённые пункты совета
- село Ржавчик
- село Радомисловка